# MCMXC a.D.
Albums de Enigma
The Cross of Changes
(1993)
Singles
1. Sadeness (Part I)
Sortie : 1er octobre 1990
2. Mea Culpa (Part II)
Sortie : 17 avril 1991
3. Principles of Lust
Sortie : 1er juillet 1991
4. The Rivers of Belief
Sortie : 7 octobre 1991

MCMXC a.D. est le premier album studio du groupe de new age Enigma, paru en décembre 1990. MCMXC a.D. (qui signifie 1990 suivi de l'abréviation d'Anno Domini), est sans conteste l'un des albums les plus influents jamais produits dans le genre new age.
La popularité du projet a dépassé les attentes de Michael Cretu, son producteur et instigateur, atteignant la première place des meilleures ventes d'album dans de nombreux pays, devenant le plus grand succès commercial qu'ait obtenu Enigma au hit-parade.
Quatre singles ont été extraits de cet album : Sadeness (Part I), Principles of Lust, Mea Culpa (Part II) et The Rivers of Belief. Sadeness et MCMXC a.D. furent no 1 au Royaume-Uni des ventes de singles et d'albums en janvier 1991. Sur le marché américain, Sadeness (Part I) a atteint la cinquième place du Billboard Hot 100 et MCMXC a.D., la sixième place du Billboard 200 et est resté dans les charts durant 282 semaines.
MCMXC a.D. a été l'un des premiers albums à être enregistrés sur un disque dur. Son enregistrement a eu lieu aux A.R.T. Studios.
L'album s'est vendu à 929 400 exemplaires sur le territoire français.

## Contexte
Au départ, MCMXC a.D. est un projet musical du producteur allemand d'origine roumaine Michael Cretu, connu pour avoir lancé la chanteuse Sandra - qui deviendra son épouse en 1988 - avec le tube de l'année 1985, Maria Magdalena. Cretu, chanteur lui-même, n'eut pas vraiment le même succès que sa protégée, mis à part le titre Samuraï.
Il lance ce projet, qui utilise majoritairement l'échantillonnage, tout en mêlant pop et chants grégoriens. Le disque est enregistré au studio A.R.T., à Ibiza, qui appartient à Cretu. Sandra y participe, sur certains titres de l'album (Sadeness, Find Love et Mea Culpa). Aidé de Frank Peterson (uniquement sur le titre Sadeness) et de David Fairstein, il utilise un pseudonyme, Curly M.C., pour produire et écrire l'album (Peterson utilise le pseudonyme F. Gregorian).
Les thèmes principaux de MCMXC a.D.  tournent autour de la religion et de la sexualité et jouent sur les frontières parfois floues qui existent entre l'un et l'autre domaines. La chanson principale de l'album, Sadeness (Part I), premier single extrait et énorme succès, traite d'ailleurs du Marquis de Sade, et de sa personnalité trouble. D'autres thèmes apparaissant dans l'album évoquent des croyances liées notamment au Christianisme (fin du monde, Apocalypse, etc.).

## Réception

### Accueil et impact
L'album sort le 3 décembre 1990, le mystère tourne autour de MCMXC a.D., dont on a peu d'informations notamment dans son livret et peu savent qui se cache vraiment derrière le pseudonyme d'Enigma (mais des fans à l'époque ont reconnu la voix de Sandra). Quatre singles extraits de l'album furent publiés de décembre 1990 à octobre 1991 : Sadeness (Part I), Mea Culpa (Part II), Principles of Lust (seule la seconde partie de la version album du titre est extraite) et The Rivers of Belief (seule la troisième et dernière partie du titre Back to the Rivers of Belief est extraite).
Cet album fut un énorme succès international en étant classé dans 41 pays, dont no 1 en France. Le premier single, Sadeness (publié sous le titre Sadeness, Part I) sera l'un des plus grands hits du groupe en France, se classant numéro 1 du Top 50 du 2 février au 2 mars 1991, ce sera la meilleure vente de single du groupe sur le territoire français. Mea Culpa, quant à lui sera classé quatrième. À noter que le disque est resté classé au Billboard 200 américain durant 282 semaines. Deux autres éditions furent publiées en 1991 et en 1999 : la première - édition limitée - comprend les chansons originales et quatre titres remixés en bonus et la seconde contient l'album original et six remixes de deux chansons de l'album sur un disque séparé.
Bien que le succès commercial soit au rendez-vous, MCMXC a.D. a suscité la controverse à cause de ses connotations religieuses et sexuelles, en particulier les trois premiers singles. Le clip vidéo de Principles of Lust a été banni de MTV et de la plupart des stations de télévision, qui étaient également réticentes à diffuser le vidéo-clip de Sadeness (Part I). L'album lui-même a été interdit dans plusieurs pays pour la même raison, tandis que les critiques ont égratigné certaines chansons, considérées comme blasphématoires. Néanmoins, cela n'a pas empêché le succès de l'album qui est devenu numéro 1 dans au moins 24 pays différents où il fut sorti, pour atteindre les certifications de disque d'or et de platine.
Le succès de MCMXC a.D. a influencé les travaux de B-Tribe (Fiesta Fatal!), Delerium (Semantic Spaces) et même Sarah Brightman (Eden). L'album a également été un tremplin pour la création d'autres groupes qui utilisent principalement des chants grégoriens dans leur musique, comme Era et Gregorian, qui a été fondé par Frank Peterson, peu avant sa brouille avec Michael Cretu.
En outre, Cretu a reçu un total de 1,4 million de pré-commandes du prochain album d'Enigma, The Cross of Changes.
Plusieurs échantillons de l'album Paschale Mysterium (sorti en 1976), dirigés par Konrad Ruhland regroupant des chants grégoriens, ont été utilisés, sans autorisation, sur MCMXC a.D.. Le plus célèbre cas fut celui de Procedamus in pace! (Cum angelis + Psaume 24 (23)), sur la réédition de 1981, dont des morceaux de chants ont été utilisés sur Sadeness.
En 1994, Polydor Germany poursuit en justice Cretu et Virgin Germany pour violation de son « droit de la personnalité » dans les samples utilisés dans Sadeness (Part I) et Mea Culpa. Cette affaire a été réglée hors des tribunaux, après que Cretu a accepté de verser une indemnité au créateur d'origine des samples.

## Pochette et livret
Le livret a été conçu par Johann Zambryski (qui collaborera sur quatre autres livrets des albums du groupe). La couverture du livret montre, sur un fond noir, une image au centre montrant une silhouette d'une personne dans une lumière vive et une croix chrétienne en bas au centre de l'image afin de mettre l'accent sur les thèmes de l'album. La couverture peut faire penser à celle de l'album Spleen and Ideal (1985) de Dead Can Dance.
Le livret de l'album contient plusieurs citations:

« The path of excess leads to the tower of wisdom. (Le chemin de l'excès mène au palais de la Sagesse) »

— William Blake, extrait du Mariage du Ciel et de l'Enfer (1793).

« The pleasure of satisfying a savage instinct, undomesticated by the ego, is uncomparably much more intense than the one of satisfying a tamed instinct. The reason is becoming the enemy that prevents us from a lot of possibilities of pleasure. (La joie de satisfaire un instinct resté sauvage est incomparablement plus intense que celle d'assouvir un instinct dompté. La raison en est devenue l'ennemi qui nous empêche beaucoup d'avoir des possibilités de plaisir) »

— Sigmund Freud, Malaise dans la civilisation (1929)

« If you believe in the light, it's because of obscurity, if you believe in happiness it's because of unhappiness, and if you believe in God then you'll have to believe in the devil. (Si vous croyez en la lumière, c'est à cause de l'obscurité, si vous croyez au bonheur, c'est à cause du malheur, et si vous croyez en Dieu, alors vous aurez à croire au diable.) »

— Père X, Exorciste, église Notre-Dame, Paris

## Utilisations dans les médias
Album le plus vendu d'Enigma, MCMXC a.D. a vu certains de ses titres utilisés pour le cinéma ou la télévision :
- Principles of Lust dans Exit to Eden[8] et Charlie et ses drôles de dames[8].
- Sadeness (Part I) dans J.F. partagerait appartement, le teaser bande-annonce 1492 : Christophe Colomb, Boxing Helena[8], la bande-annonce du 13e guerrier, Cold Case, Tonnerre sous les tropiques[8], Chappelle's Show et la version Violent US Remix du titre dans Gomorra.

## Titres

### MCMXC a.D. (1990)
Publié pour la première fois le 3 décembre 1990, elle ne comporte que sept titres.
| No | Titre                                                                                    | Auteur, compositeur                                                                | Durée |
| -- | ---------------------------------------------------------------------------------------- | ---------------------------------------------------------------------------------- | ----- |
| 1. | The Voice of Enigma                                                                      | Curly M.C.                                                                         | 2:21  |
| 2. | Principles of Lust A: Sadeness B: Find Love C: Sadeness (reprise)                        | Curly M.C., F.Gregorian, David Fairstein Curly M.C. , F.Gregorian, David Fairstein | 11:43 |
| 3. | Callas Went Away                                                                         | Curly M.C.                                                                         | 4:27  |
| 4. | Mea Culpa                                                                                | Curly M.C., David Fairstein                                                        | 5:03  |
| 5. | The Voice and The Snake                                                                  | Curly M.C., David Fairstein                                                        | 1:37  |
| 6. | Knocking on Forbidden Doors                                                              | Curly M.C.                                                                         | 4:31  |
| 7. | Back to the Rivers of Belief A : Way to Eternity B : Hallelujah C : The Rivers of Belief | Curly M.C. , David Fairstein                                                       | 10:32 |

### MCMXC a.D. - The Limited Edition  (1991)
Sorti en novembre 1991 sous le titre MCMXC a.D. - The Limited Edition, quatre titres apparus sur la première version de l'album en 1990 ont été remixés et intégrées dans l'édition limitée.
| No  | Titre                                        | Auteur, compositeur         | Durée |
| --- | -------------------------------------------- | --------------------------- | ----- |
| 8.  | Sadeness (Meditation)                        | Curly, Gregorian, Fairstein | 2:43  |
| 9.  | Mea Culpa (Fading Shades)                    | Curly, Fairstein            | 6:04  |
| 10. | Principles of Lust (Everlasting Lust)        | Curly                       | 4:50  |
| 11. | The Rivers of Belief (The Returning Silence) | Curly, Fairstein            | 7:04  |

### MCMXC a.D. + Bonus (1999)
Paru en novembre 1999, cette nouvelle édition de l'album MCMXC a.D. contient l'album original avec six remixes de deux chansons de l'album sur un disque séparé.
| No | Titre                                   | Auteur, compositeur | Durée |
| -- | --------------------------------------- | ------------------- | ----- |
| 1. | Sadeness - Part I (Meditation Mix)      | Curly, Fairstein    | 3:00  |
| 2. | Sadeness - Part I (Extended Trance Mix) | Curly, Fairstein    | 5:01  |
| 3. | Sadeness - Part I (Violent U.S. Remix)  | Curly, Fairstein    | 5:03  |
| 4. | Mea Culpa - Part II (Fading Shades Mix) | Curly, Fairstein    | 6:13  |
| 5. | Mea Culpa - Part II (Orthodox Version)  | Curly, Fairstein    | 4:00  |
| 6. | Mea Culpa - Part II (Catholic Version)  | Curly, Fairstein    | 3:55  |

## Classements et certifications
| Année     | Chart                                       | Meilleure position |
| --------- | ------------------------------------------- | ------------------ |
| 1990-1991 | Autriche (Ö3 Austria Top 40)                | 3                  |
| 1990-1991 | Australie (ARIA)                            | 2                  |
| 1990-1991 | États-Unis (Billboard 200)                  | 6                  |
| 1990-1991 | France (SNEP)                               | 1                  |
| 1990-1991 | Italie (FIMI)                               | 5                  |
| 1990-1991 | Norvège (VG-lista)                          | 4                  |
| 1990-1991 | Nouvelle-Zélande (RIANZ)                    | 2                  |
| 1990-1991 | Pays-Bas (Mega Album Top 100)               | 7                  |
| 1990-1991 | Québec (ADISQ)                              | 1                  |
| 1990-1991 | Royaume-Uni (UK Albums Chart)               | 1                  |
| 1990-1991 | Suède (Sverigetopplistan)                   | 3                  |
| 1990-1991 | Suisse (Schweizer Hitparade)                | 2                  |
| 1992-1993 | Royaume-Uni (UK Albums Chart)               | 42                 |
| 1992-1993 | Pays-Bas (Mega Album Top 100)               | 82                 |
| 1992-1993 | Australie (ARIA)                            | 25                 |
| 1994      | Nouvelle-Zélande (RIANZ)                    | 25                 |
| 1994      | Australie (ARIA)                            | 31                 |
| 1994      | Pays-Bas (Mega Album Top 100)               | 41                 |
| 1994      | Royaume-Uni (UK Albums Chart)               | 45                 |
| 1997      | Pays-Bas (Mega Album Top 100)               | 31                 |
| 1997      | États-Unis (Billboard Catalog Albums Chart) | 4                  |
| 1998-1999 | France (SNEP)                               | 62                 |
| 1998-1999 | Norvège (VG-lista)                          | 29                 |
| 2003      | Pays-Bas (Midprice Top 50)                  | 10                 |

| Classement (1991)          | Meilleure position |
| -------------------------- | ------------------ |
| France (SNEP)              | 19                 |
| États-Unis (Billboard 200) | 33                 |
| États-Unis (Cash Box)      | 21                 |
| Australie (ARIA)           | 26                 |
| Italie (FIMI)              | 18                 |

| Pays         | Certification | Exemplaires vendus |
| ------------ | ------------- | ------------------ |
| Australie    | 3 × Platine   | 210 000            |
| Autriche     | Or            | 25 000             |
| Brésil       | Or            | 100 000            |
| Canada       | 2 × Platine   | 200 000            |
| France       | 2 × Platine   | 929 400            |
| Allemagne    | 2 × Platine   | 1 000 000          |
| Italie       | 2 × Platine   | 120 000            |
| Malaisie     | 4 × Platine   | 100 000            |
| Mexique      | 4 × Platine   | 400 000            |
| Espagne      | 2 × Platine   | 200 000            |
| Corée du Sud | 4 × Platine   | 400 000            |
| Taïwan       | 4 × Platine   | 200 000            |
| Royaume-Uni  | 3 × Platine   | 1 000 000          |
| États-Unis   | 4 × Platine   | 4 000 000          |
| Pays-Bas     | Platine       | 100 000            |
| Suède        | Or            | 50 000             |
| Suisse       | 2 × Platine   | 100 000            |

## Sources
- (en) Cet article est partiellement ou en totalité issu de l’article de Wikipédia en anglais intitulé « MCMXC a.D. » (voir la liste des auteurs).